# Jim Parque
James Vo "Jim" Parque, född den 8 februari 1976 i Norwalk i Kalifornien, är en amerikansk före detta professionell basebollspelare som spelade sex säsonger i Major League Baseball (MLB) 1998–2003. Parque var vänsterhänt pitcher.
Parque tog brons för USA vid olympiska sommarspelen 1996 i Atlanta. Han deltog i tre matcher i gruppspelet, mot Japan, Australien och Kuba, samt i semifinalen mot Japan. I samtliga matcher pitchade han en inning.
Året efter draftades Parque av Chicago White Sox som 46:e spelare totalt och gjorde samma år proffsdebut i White Sox farmarklubbssystem. Han debuterade i MLB för White Sox den 26 maj 1998 och spelade för klubben till och med 2002 års säsong. Året efter skrev han på för Tampa Bay Devil Rays, men han släpptes av klubben i slutet av den säsongen. Han gjorde därefter misslyckade försök att återkomma till MLB med Arizona Diamondbacks 2004 och Seattle Mariners 2007.
Totalt i MLB var Parque 31-34 (31 vinster och 34 förluster) med en earned run average (ERA) på 5,42 och 335 strikeouts på 103 matcher, varav 97 starter.